# Samuel Mbairabé Tibingar
Samuel Mbairabé Tibingar (ur. 27 lipca 1972 w Sarh) – czadyjski duchowny katolicki, biskup Koumra od 2023. 

## Życiorys
Święcenia kapłańskie otrzymał 26 listopada 2005 i został inkardynowany do archidiecezji Ndżamena. 
12 sierpnia 2023 papież Franciszek mianował go ordynariuszem diecezji Koumra. 
11 listopada 2023 przyjął święcenia biskupie w Katedrze św. Teresy od Dzieciątka Jezus w Koumra. Głównym konsekratorem był Edmond Djitangar, arcybiskup metropolita Ndżameny.  